# 바이쇼 미츠코
바이쇼 미츠코(일본어: 倍賞 美津子, 1946년 11월 22일~)는 일본의 배우이다. 일본 이바라키현 출신이며, 언니는 바이쇼 지에코이다.
1967년, 영화 《순정이중주》에서 언니인 바이쇼 지에코와 이복 자매를 연기하며 영화 배우로 데뷔했다.

## 출연

### 영화
- 1979년 《복수는 나의 것》
- 1980년 《가게무샤》
- 1983년 《나라야마 부시코》
- 1987년 《여현 ZEGEN》
- 1995년 《오후의 유언장》
- 1997년 《우나기》
- 2001년 《붉은 다리 아래 따뜻한 물》
- 2005년 《별이 된 소년》
- 2006년 《게드 전기》
- 2008년 《나를 둘러싼 것들》
- 2010년 《오오쿠》
- 2011년 《내일의 죠》
- 2011년 《한 장의 엽서》

### 드라마
- 1979년 《신 자토이치 시즌 3》
- 3학년 B반 긴파치선생
- 1980년 《겐지 이야기》
- 1987년 《날개룰 주세요》
- 1992년 《악녀》
- 1993년 《거짓말이어도 좋으니까》
- 1996년 《멋진 가족여행》
- 1997년 《기프트》
- 2005년 《루리의 섬》
- 2007년 《도쿄 타워: 엄마와 나, 때때로 아빠》
- 2008년 《라스트 프렌즈》
- 2009년 《콜센터의 연인》
- 2009년 《임협 헬퍼》
- 2010년 《료마전》
- 2010년 《8일째 매미》
- 2010년 《달의 연인》
- 2010년 《골드》
- 2010년 《엄마의 마지막 하루》
- 2011년 《나와 스타의 99일》
- 2012년 《망상수사: 구와가타 고이치 준교수의 스타일리시한 생활》
- 2012년 《우메짱 선생》